# Барон Ренфру
Барон Ренфру (англ. Baron of Renfrew) — шотландский дворянский титул, известный с конца XIV или начала XV века, который традиционно носили наследники шотландского престола наряду с тилулами герцога Ротсея и графа Каррика. Название титула связано с городом Ренфру — столицы области Ренфрушир, находящимся недалеко от Глазго. После объединения Англии и Шотландии в единое королевство титул стал автоматически присваиваться наследникам британского престола. В настоящее время его носит Уильям, принц Уэльский, сын и наследник короля Великобритании Карла III.
Существует также титул «барон Ренфру из Кеймсторна», который происходит от фамилии его носителя — Колина Ренфру (Ренфрю).

## История
Титул барона Ренфру неразрывно связан с городом Ренфру — столицы области Ренфрушир, находящимся недалеко от Глазго. Этот город иногда называют «колыбелью королей из династии Стюартов».
В XV веке установилась традиция, по которой титул графа Каррика автоматически получал наследник шотландского трона. Возможно, что первым носителем титула был старший сын короля Роберта III Давид Стюарт, который в 1398 году получил титул «герцог Ротсей», к которому позже был привязан титул барона Ренфру. 27 ноября 1469 года актом парламента было постановлено, что наследник престола получает баронию Бьют с замком Ротсей и титулы герцога Ротсей, графа Каррика и барона Ренфру в качестве пэра Шотландии вместе с достоинством «принца и великого стюарда Шотландии и лорда Островов». После того как в 1603 году король Шотландии Яков VI стал также королём Англии и Ирландии, объединив в руках 3 короны, эти титулы стали добавляться к традиционно присваиваемого наследнику титула герцога Корнуолльского. После того как в 1707 году английская и шотландская короны были объединены, этот порядок сохранился: после вступления на престол Георга I его наследник, будущий Георг II был добавлен в список шотландских пэров как герцог Ротсей, граф Каррик и барон Ренфру.
Среди исследователей нет единого мнения, относится ли титул барона Ренфру к пэрству Шотландии. В отличие от баронов Англии или Великобритании, в Шотландии барон — это феодальный титул, не дающий права считаться пэром Шотландии; пэрами были только те бароны, которые получали титул члена палаты лордов. Автор «Burke’s Peerage» считал, что парламентский акт 1469 года фактически сделал титул барона Ренфру пэрским. Другие исследователи считали, что титул стал пэрским после того, как король Шотландии Яков VI в 1603 году стал королём Англии. Некоторые же историки полагают, что из-за неопределённости, связанной с актом 1469 года, титул барона Ренфру считался феодальным, а не пэрским. В «Официальных отчёта о заседаниях парламента Великобритании» от 18 мая 1999 года была изложена официальная позиция палаты лордов: «Баронство Ренфру не является пэрством; это феодальная или незначительная шотландская барония».
С 8 сентября 2022 года титул барона Ренфру носит Уильям, принц Уэльский, наследник короля Великобритании Карла III.

## Бароны Ренфру
- 1390—1402: Давид Стюарт (24 октября 1378 — 26 марта 1402), граф Каррик с 1390 года, герцог Ротсей и, возможно, барон Ренфру с 1398 года, старший сын предыдущего[7][8][9].
- 1404—1406: Джеймс Стюарт (июль/декабрь 1394 — 21 февраля 1437), герцог Ротсей, граф Каррик и барон Ренфру с 1404 года, король Шотландии (под именем Яков I) с 1406 года, брат предыдущего[10].
- 1430: Александр Стюарт (родился и умер 16 октября 1530), герцог Ротсей, граф Каррик и барон Ренфру и граф Кинтайр в 1430 году, старший сын короля Шотландии Якова I[10].
- 1431—1437: Джеймс Стюарт (16 октября 1430 — 3 августа 1460), герцог Ротсей, граф Каррик и барон Ренфру и граф Кинтайр в 1431—1437 годах, король Шотландии (под именем Яков II) с 1437 года, младший брат-близнец предыдущего[11].
- 1452—1460: Джеймс Стюарт (10 июля 1451 или 10 июля 1452 — 11 июня 1488), герцог Ротсей, граф Каррик и барон Ренфру в 1452—1460 годах, король Шотландии (под именем Яков III) с 1460 года[12].
- 1473—1488: Джеймс Стюарт (17 марта 1473 — 9 сентября 1513), герцог Ротсей, граф Каррик, барон Ренфру, лорд Островов, принц и великий стюард Шотландии, лорд Каннингем в 1473—1488 годах, король Шотландии (под именем Яков IV) с 1488 года, сын предыдущего[13].
- 1507—1508: Джеймс Стюарт (21 февраля 1507 — 27 февраля 1508), герцог Ротсей, граф Каррик, барон Ренфру, лорд Островов, принц и великий стюард Шотландии с 1507 года, сын предыдущего[13].
- 1509—1510: Артур Стюарт (20 октября 1509 — 14 июля 1510)), герцог Ротсей, граф Каррик, барон Ренфру, лорд Островов, принц и великий стюард Шотландии с 1509 года, брат предыдущего[13].
- 1512—1513: Джеймс Стюарт (10 апреля 1512—14 декабря 1542), герцог Ротсей, граф Каррик, барон Ренфру, лорд Островов, принц и великий стюард Шотландии в 1512—1513 годах, король Шотландии (под именем Яков V) с 1513, брат предыдущего[14].
- 1540—1541: Джеймс Стюарт (22 мая 1540 — 21 апреля 1541), герцог Ротсей, граф Каррик, барон Ренфру, лорд Островов, принц и великий стюард Шотландии с 1540 года, сын предыдущего[14].
- 1566—1567: Джеймс Стюарт (19 июня 1566 — 27 марта 1625), герцог Ротсей, граф Каррик, барон Ренфру, лорд Островов, принц и великий стюард Шотландии в 1566—1567 годах, король Шотландии (под именем Яков VI) с 1567 года[15], король Англии и Ирландии (под именем Яков I) с 1603 года[16], внук предыдущего, сын королевы Шотландии Марии Стюарт от второго брака с Генрихом Стюартом, лордом Дарни[15].
- 1594—1612: Генри Фредерик Стюарт (19 февраля 1594 — 6 ноября 1612), герцог Ротсей, граф Каррик, барон Ренфру, лорд Островов, принц и великий стюард Шотландии с 1594 года, герцог Корнуолльский с 1603 года, принц Уэльский и граф Честер с 1610 года, сын предыдушего[16].
- 1612—1625: Чарльз Стюарт (19 ноября 1600 — 30 января 1649), герцог Албани, граф Росс и маркиз Ардманнох в 1600—1625 годах, герцог Йоркский в 1605—1625 годах, герцог Корнульский и Ротсей, граф Каррик, барон Ренфру, Лорд Островов, принц и великий стюард Шотландии в 1612—1625 годах, принц Уэльский и граф Честер в 1616—1625 годах, король Англии и Шотландии (под именем Карл I) с 1625 года, брат предыдущего[17].
- 1629: Чарльз Джеймс Стюарт (родился и умер 13 марта 1629), герцог Корнуолльский и Ротсей, граф Каррик в 1629 году, сын предыдущего[17].
- 1630—1649: Чарльз Стюарт (29 мая 1630 — 6 февраля 1685), герцог Корнуолльский и Ротсей, граф Каррик, барон Ренфру, лорд Островов, принц и великий стюард Шотландии в 1630—1649 годах, король Шотландии (под именем Карл II) в 1649—1651 и 1660—1685 годах, король Англии и Ирландии (под именем Карл II) с 1660 года, брат предыдущего[18].
- 1688—1702: Джеймс Френсис Эдвард Стюарт «Старший претендент» (10 июня 1688 — 1 января 1766), герцог Корнуолльский и Ротсей, граф Каррик, барон Ренфру, лорд Островов, принц и великий стюард Шотландии, принц Уэльский и граф Честер в 1688—1702 годах, якобитский претендент на английский престол с 1701 года, сын короля Англии Якова II Стюарта и Марии Моденской. В 1702 году актом парламента был лишён всех британских титулов[19].
- 1714—1727: Джордж (10 ноября 1683 — 25 октября 1760), герцог и маркиз Кембриджский, граф Милдфорд-Хевен, виконт Норталлертон и барон Тьюксбери в 1706—1727 годах, герцог Корнуолльский и Ротсей, граф Каррик, барон Ренфру, лорд Островов, принц и великий стюард Шотландии в 1714—1727 годах, принц Уэльский и граф Честер в 1714—1727 годах, король Великобритании, Ирландии (под именем Георг II) и курфюрст Ганновера (под именем Георг II) с 1727 года, сын короля Великобритании Георга I[20].
- 1727—1751: Фредерик Льюис (1 февраля 1707 — 31 марта 1751), герцог Глостер в 1717—1727 годах, герцог Корнуолльский и Ротсей, граф Каррик, барон Ренфру, лорд Островов, принц и великий стюард Шотландии с 1727 года, герцог Эдинбургский, маркиз острова Или, граф Элтем, виконт Ланстон и барон Сноудон с 1727 года, принц Уэльский и граф Честер с 1729 года, сын предыдущего[20].
- 1751—1760: Джордж Уильям Фредерик (4 июня 1738 — 29 января 1820), герцог Корнуолльский, Эдинбургский и Ротсей, маркиз острова Или, граф Каррик и граф Элтем, виконт Ланстон, барон Сноудон и Ренфру, лорд Островов, принц и великий стюард Шотландии, принц Уэльский и граф Честер в 1751—1760 годах, король Великобритании и Ирландии (под именем Георг III) с 1760 года, курфюрст Ганновера (под именем Георг III) в 1760—1814 годах, король Ганновера (под именем Георг III) с 1814 года, сын предыдущего[21].
- 1762—1820: Джордж Август Фредерик (12 августа 1762 — 26 июня 1830), герцог Корнуолльский и Ротсей, граф Каррик, барон Ренфру, лорд Островов, принц и великий стюард Шотландии, принц Уэльский и граф Честер в 1762—1820 годах, принц-регент Великобритании и Ирландии в 1811—1820 года, король Великобритании, Ирландии и Ганновера (под именем Георг IV) с 1820 года, сын предыдущего[22].
- 1841—1901: Альберт Эдвард (9 ноября 1841 — 6 мая 1910), герцог Корнуолльский и Ротсей, граф Каррик, барон Ренфру, лорд Островов, принц и великий стюард Шотландии, принц Уэльский и граф Честер в 1841—1901 годах, король Великобритании (под именем Эдуард VII) и император Индии с 1901 года, сын королевы Великобритании Виктории и принца-консорта Альберта Саксен-Кобург-Готского[23].
- 1901—1910: Джордж Фредерик Эрнест Альберт (3 июня 1865 — 20 января 1936), герцог Йоркский, граф Ивернесс и барон Килларни в 1892—1910 годах, герцог Корнуолльский и Ротсей, граф Каррик, барон Ренфру, лорд Островов, принц и великий стюард Шотландии, принц Уэльский и граф Честер в 1901—1910 годах, король Великобритании (под именем Георг V) и император Индии с 1910 года, сын предыдущего[24].
- 1910—1936: Эдуард Альберт Кристиан Джордж Эндрю Патрик Дэвид (23 июня 1894 — 28 мая 1972), герцог Корнуолльский и Ротсей, граф Каррик, барон Ренфру, лорд Островов, принц и великий стюард Шотландии, принц Уэльский и граф Честер в 1910—1936 годах, король Великобритании (под именем Эдуард VIII) и император Индии в 1936 году, герцог Виндзорский с 1936 года, сын предыдущего[25].
- 1952—2022: Чарльз Филипп Артур Джордж (родился 14 ноября 1948), герцог Корнуолльский и Ротсей, граф Каррик, барон Ренфру, лорд Островов, принц и великий стюард Шотландии в 1952—2022 годах, принц Уэльский и граф Честер в 1958—2022 годах[26], 2-й герцог Эдинбургский, 2-й граф Мерионет и 2-й барон Гринвич в 2021—2022 годах[27], король Великобритании (под именем Карл III) с 2022 года[6], сын королевы Елизаветы II и Филиппа, 1-го герцога Эдинбургского[26].
- c 2022: Уильям Артур Филипп Луис (родился 21 июня 1982[26]), герцог Кембриджский, граф Стратерн и барон Каррикфергюс с 2011 года[28], герцог Корнуолльский и Ротсей, граф Каррик, барон Ренфру, лорд Островов, принц и великий стюард Шотландии[6], принц Уэльский и граф Честер с 2022 года[29], сын предыдущего[26].